# ریومادن
ریومادن (به ژاپنی: 龍馬伝) (به معنی حماسهٔ ریوما)؛ نام یک مجموعه تلویزیونی تاریخی و چهل و نهمین سری از فیلم‌های مجموعه تلویزیونی تایگا است. این مجموعه ۴۸ قسمت دارد و توسط ان‌اچ‌کی در سال ۲۰۱۰ میلادی پخش شده‌است. داستان این مجموعه در مورد زندگی شخصیت‌های تاریخی ژاپنی ایواساکی یاتارو و ساکاموتو ریوما در قرن نوزدهم میلادی است.

## بازیگران
- ماساهارو فوکویاما در نقش ساکاموتو ریوما (坂本龍馬؟)

خانواده ساکاموتو
- شینوبو تراجیما در نقش ساکاموتو اوتومه 坂本乙女 – خواهر بزرگتر ریوما - بعدها اوکایوئه اوتومه (岡上乙女؟)
- کیوشی کوداما در نقش ساکاموتو هاچیهی (坂本八平؟) – پدر ریوما
- ته‌تا سوگیموتو در نقش ساکاموتو گونپی (坂本権平؟) – برادر بزرگتر ریوما
- واکاکو شیمازاکی در نقش ساکاموتو چینو (坂本千野؟) – همسر گونپی
- آتسوکو مائدا در نقش ساکاموتو هاروی (坂本春猪؟) – دختر گونپی
- ری اوتوری در نقش ساکاموتو چیزو (坂本千鶴؟) – بزرگ‌ترین خواهر ریوما – بعدها تاکاماتسو چیزو (高松千鶴؟)
- چیه‌کو ماتسوبارا در نقش ساکاموتو ایو (坂本伊與؟) – نامادری ریوما
- تامییو کوساکاری در نقش ساکاموتو کو (坂本幸؟) – مادر ریوما
- یوکو ماکی در نقش ناراساکی ریو (aka Oryō) (楢崎龍؟) – همسر ریوما

خانواده ایواساکی
- ترویوکی کاگاوا در نقش ایواساکی یاتارو (岩崎弥太郎؟) – بنیان‌گذار میتسوبیشی، متولد در توسا
- کیزو کانیه در نقش ایواساکی یاجیرو (岩崎弥次郎؟) – پدر یاتارو
- میتسوکو بایشو در نقش ایواساکی میوا (岩崎美和؟) – مادر یاتارو
- مایکو در نقش ایواساکی کیسه (岩崎喜勢؟) – همسر یاتارو

قلمروی توسا
- ماسااومی کوندو در نقش یامائوچی تویوشیگه (山内容堂؟) - پانزدهمین فرماندار توسا
- مونه‌تاکا آئوکی در نقش گوتو شوجیرو (後藤象二郎؟) – خواهرزاده یوشیدا تویو
- مین تاناکا در نقش یوشیدا تویو (吉田東洋؟)
- نائو اوموری در نقش تاکه‌چی هانپیتا (武市半平太؟) – رهبر گروه توسا کیننو
- ریوکو هیروسوئه در نقش هیرای کائو (平井加尾؟) –
- هیرویکی مییاساکو در نقش هیرای شوجیرو (平井収二郎؟) – برادر بزرکتر کائو
- تاکرو ساتو در نقش اوکادا ایزو (岡田以蔵؟) – در نقش شمشیرزن در باکوماتسو
- تاکایا کامیکاوا در نقش ناکاوکا شین‌تارو (中岡慎太郎؟) – همکار ریوما
- Pierre Taki در نقش 溝渕広之丞 (میزوبوچی هیرونوجو؟)

قلمروی چوشو
- کاتسوهیسا ناماسه در نقش یوشیدا شواین (吉田松陰؟) – استاد کاتسورا کوگورو
- شوسوکه تانیهارا در نقش کیدو تاکایوشی (桂小五郎؟) – شاگرد یوشیدا شواین
- یوسوکه ایسه‌یا در نقش تاکاسوگی شینساکو (高杉晋作؟)
- توشیئو کاکی در نقش 三吉慎蔵 (میوشی شینزو؟)
- کیوسوکه یابه در نقش کوساکا گنزوی (久坂玄瑞؟)
- هیرویوکی اونویوئه در نقش ایتو هیروبومی (伊藤俊輔؟)

قلمروی ساتسوما
- کاتسومی تاکاهاشی در نقش سایگو تاکاموری (西郷吉之助؟)
- اوکیوا میتسوهیرو در نقش اوکوبو توشیمیچی (大久保利通؟)
- کن‌ایچی تاکیتو در نقش کوماتسو کیوکادا (小松帯刀؟)

مدرسه شمشیرزنی چیبا دوجو
- شیهوری کانجییا در نقش چیبا ساناکو (千葉佐那؟) – دختر چیبا ساداکیجی
- کوتارو ساتومی در نقش چیبا ساداکیجی (千葉定吉؟) – مدیر مدرسه شمشیرزنی چیبا
- ایکی واتانابه در نقش چیبا جوتارو (千葉重太郎؟) – برادر ساناکو

شوگون‌سالاری توکوگاوا
- تتسوشی تاناکا در نقش توکوگاوا یوشینوبو (徳川慶喜؟) – پانزدهمین و آخرین شوگون شوگون‌سالاری توکوگاوا
- هایاتو ناکامورا در نقش توکوگاوا ایه‌موچی (徳川家茂؟) – چهاردهمین شوگون شوگون‌سالاری توکوگاوا
- تتسویا تاکه‌دا در نقش کاتسو کایشو (勝麟太郎؟) (کاتسو رینتارو) – افسر بلندپایه
- توروایسه ماتسوموتو در نقش ناکاهاما مانجیرو (ジョン万次郎؟) – یکی از اولین ژاپنی‌هایی که از ایالت متحده دیدن کرده‌است.

شینسنگومی
- تایزو هارادا در نقش کوندو ایسامی (近藤勇؟) – کماندوی شینسنگومی
- ساتوشی ماتسودا در نقش هیجی‌کاتا توشیزو (土方歳三؟) – کماندوی شینسنگومی
- راکوتو توچیهارا در نقش اوکیتا سوجی (沖田総司؟) – کماندوی شینسنگومی

کیوتو میماواریگومی
- Kamejirō Ichikawa در نقش ایمای نوبوئو (今井信郎؟)
- Tatsuya Nakamura در نقش ساساکی تاداسابورو (佐々木只三郎؟)
- SION در نقش واتانابه آتسوشی (渡辺篤؟)

کایئنتای
- یو اوایزومی در نقش  (近藤長次郎 کوندو چوجیرو؟) –
- جون کانامه در نقش  (沢村惣之丞 ساوامورا سونوجو؟)
- یوتا هیروئوکا در نقش موتسو مونه‌میتسو (陸奥陽之助؟) – یک دولت مرد و دیپلمات در دوره میجی، تولد در استان واکایاما
- کنتا هیریتانی در نقش ایکه کوراتا (池内蔵太؟)
- دایجیرو کاوائوکا در نقش تاکاماتسو تارو (高松太郎؟) – کودک به فرزندی قبول شده ریوما
- آتسوشی کوره‌چیکا در نقش چیا تورانوسکه (千屋寅之助؟)

مردم در ناگاساکی (بندر)
- یو آئویی در نقش موتو (元؟) – دختر گیشا رستوران در مارویاما
- هیروتارو هوندا در نقش 小曽根乾堂کوزونه کندو – غول تجارت بزرگ در ناگازاکی
- کیمیکو یو در نقش  (大浦慶اوئورا کی؟) – کارگزار بزرگ
- تری ایتو در نقش اوئنو هیکوما (上野彦馬؟) – عکاس

خارجیان
- تیموتی هریس در نقش متیو سی. پری – ژنرال نیروی دریایی ایالات متحده آمریکا
- Randy Buinz در نقش تاونسند هریس – بازرگان و سیاستمدار موفق در نیویورک
- Tim Wellard در نقش توماس بلیک گلاور – بازرگان تجاری در ناگازاکی، تولد در اسکاتلند
- Jeffrey Rowe در نقش William Alt
- Patrick Harlan در نقش ارنست میسن ساتو
- Daniel Foley در نقش رادفورد الکوک
- Péter Frankl در نقش لئون روچس
- Dennis Zomerhuis در نقش Anton L. C. Portman